# Miguel Vila Gómez
Miguel Vila Gómez, né le 27 mai 1984, est un homme politique espagnol membre de Podemos.
Il est élu député de la circonscription de Burgos lors des élections générales de décembre 2015.

## Biographie

### Vie privée
Il est célibataire.

### Études et profession
Après avoir réalisé deux années de droit et science politique, il abandonne ses études et obtient un brevet de technicien supérieur en image de l'IES Principe Felipe en 2006. Il travaille alors comme caméraman, réalisateur, mixeur et photographe pour diverses entreprises avant d'être recruté au service vidéo du Congrès des députés. Délégué syndical et président du comité d'entreprise, il refuse une indemnisation de 18 000 euros, obtenue dans le cadre d'un conflit du travail, au profit de l'harmonisation des salaires entre les femmes et les hommes pratiqués au sein du service.

### Activités politiques
Activiste au sein du mouvement No a la guerra et celui relatif au droit à un logement digne, il intègre Podemos dès sa fondation, en 2014, et devient membre du conseil citoyen de Madrid. Lors des élections générales de décembre 2015, il est investi tête de liste dans la circonscription de Burgos. Il remporte l'un des quatre sièges en jeu après avoir obtenu le soutien de 17,06 % des suffrages exprimés. Il devient alors membre de la commission de l'Équipement et de la commission de l'Emploi et de la Sécurité sociale.
Réélu au Congrès des députés après la tenue du scrutin législatif anticipé de juin 2016, il intègre les commissions de la Sécurité routière, des Droits de l'enfance et de l'adolescence ainsi que celle de la Justice. Il est promu porte-parole adjoint aux commissions bicamérales du contrôle parlementaire de RTVE et de l'Étude du problème des drogues. Il siège également comme premier vice-président de cette dernière commission.